# Изоляция района боевых действий
Изоляция района боевых действий (англ. Interdiction mission) — военный термин, под которым понимается воспрещение передвижению войск противника и подвозу материально-технических средств на какой-либо участок боевых действий. По взглядам американских специалистов изоляция района боевых действий считается приоритетной задачей военной авиации на любом театре военных действий, она решается как в тактическом, так и в стратегическом масштабе. На основе опыта учений НАТО под решение именно этой задачи отводится до 70 % её лётного ресурса.
Изоляция района боевых действий осуществляется путём:
- разрушения транспортных коммуникаций, дорожных узлов, мостов, аэродромов,
- ограничения противника в манёвре силами и резервами, срыва перебросок его войск и техники,
- создания ядерных барьеров, устройством заграждений в тылу противника,
- нанесением ударов по подходящим войскам на путях их перемещений и в районах их соредоточения.

На приморских театрах военных действий главной целью ударов авиации становятся морские базы и портовая инфраструктура, в районах с горным рельефом — перевалы и тоннели. По опыту локальных войн был сделан вывод, что изоляция района боевых действий — это комплексная задача, которая включает в себя разведку и незамедлительное огневое поражение вскрытых целей разнообразными силами тактической авиации. По мнению ряда специалистов наряду с авиацией для изоляции района боевых действий может использоваться также дальнобойное управляемое оружие, воздушно-десантные войска и силы специального назначения.